# 范廷杰
范廷杰（？年—？年），江苏南通人，是一名清朝政治人物。
范廷杰曾于乾隆四十七年(即1782年)接替巴哈布任上海县知县一职，1785年由俞镐接任。